# Lew Alexandrowitsch Ponomarjow

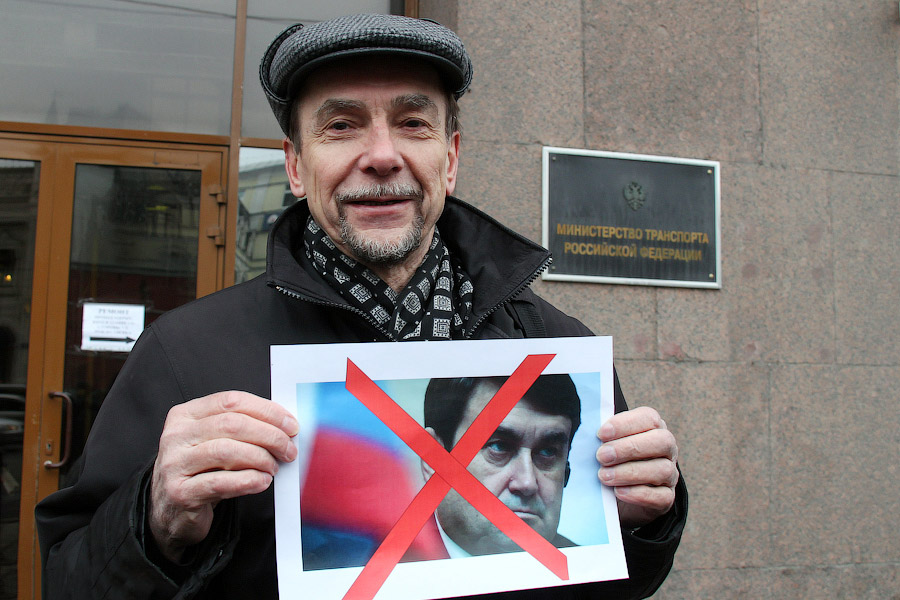
Lew Ponomarjow (2011)

Lew Alexandrowitsch Ponomarjow (russisch Лев Александрович Пономарёв; * 2. September 1941 in Tomsk) ist ein russischer Politiker und Menschenrechtsaktivist. Er ist Vorsitzender der Allrussischen Bewegung „Sa prawa tscheloweka“ („Für Menschenrechte“) und war von 1990 bis 1993 Abgeordneter der Nationalversammlung der Russischen Föderation. Dabei war er 1991/1992 Vorsitzender eines parlamentarischen Untersuchungsausschusses zum Augustputsch in Moskau. Er ist Mitglied des Politischen Rates der Vereinigten Demokratischen Bewegung „Solidarnost“. Er wurde 1994 nach der Russischen Verfassungskrise Abgeordneter der Duma (bis 1996) und lebt heute im Exil in Frankreich.

## Biografie
Er studierte am Moskauer Institut für Physik und Technologie (MIPT) ab 1965 und machte im Jahr 1968 sein Examen. Er ist Doktor der physikalisch-mathematischen Wissenschaften. Er arbeitete am Institut für Theoretische und Experimentelle Physik der Akademie der Wissenschaften der UdSSR (ITEP) und gab Teilzeit-Unterricht an MIPT in der Abteilung für allgemeine Physik.
1989 gehörte er zusammen mit Andrei Sacharow zu den Gründern der Menschenrechtsorganisation Memorial. 1993 hatte er erfolglos auf der Liste der Vereinigung Russlands Wahl für die Duma kandidiert. Er errang schließlich ein Mandat als Nachrücker des verstorbenen Abgeordneten Basil Seljunin. Von 1994 bis 1996 war er Abgeordneter der Duma und u. a. Mitglied des Ausschusses für GUS-Angelegenheiten. Im Jahr 1997 initiierte Lew Ponomarjow die Schaffung der allrussischen Bewegung „Für Menschenrechte“ und diente als Exekutivdirektor.
Der Vereinigung „Anderes Russland“ gehört er seit ihrer Gründung im Juli 2006 an und ist Mitglied von deren Exekutivkomitee. Er verteidigte den ehemaligen Besitzer von Yukos, Michail Chodorkowski, und andere Jukos-Angehörige. Im Jahr 2007 forderte er von Präsident Putin die Freilassung von Chodorkowski. Im Jahr 2009, zusammen mit anderen Aktivisten der „Solidarność“ – Roman Dobrochotow, Oleg Koslowski, Alexander Ryklin, Sergei Davidis, Michael Schneider, Wladimir Milow, Garri Kasparow und Boris Nemzow – bezog er Streikposten vor dem Meschtschanski-Gericht und hielt ein Transparent „Freiheit für Michail Chodorkowski und Platon Lebedew“.
Am späten Abend des 31. März 2009 wurde er in der Nähe seiner Wohnung zusammengeschlagen. Bei einem Treffen der Präsidenten Russlands und der Vereinigten Staaten am 1. April 2009 erwähnte Barack Obama unter anderem den Angriff auf Ponomarjow. Ende Januar 2010 wurde er nach einer Demonstration in Moskau festgenommen.
Am 10. März 2010 unterzeichnete er ein Manifest der russischen Opposition unter dem Titel „Putin muss gehen.“ Am 25. August 2010 wurde er zu drei Tagen Gefängnis verurteilt für Missachtung der Nationalflagge der Russischen Föderation auf dem Arbat am 22. August. Am 7. September desselben Jahres wurde er zu vier Tagen Gefängnis wegen Ungehorsams gegenüber der Polizei verurteilt.
2010 wurde er mit dem Komturkreuz des Verdienstordens der Republik Polen durch Dekret von Präsident Lech Kaczyński „für herausragende Leistungen auf dem Gebiet des Schutzes der Menschenrechte und die Förderung der bürgerlichen Freiheiten“ ausgezeichnet.
Ponomarjows Büro wurde im Juni 2013 von der OMON geräumt. Der Beauftragte für Menschenrechtsfragen Wladimir Lukin sprach von einem Bruch der russischen Verfassung. Nachdem zuvor «Für Menschenrechte» vor allem von US-Stiftungen Geld erhalten hatte, wurde es ab 2014 vom russischen Staat finanziert, parallel zu Geldern des UN-Ausschuss gegen Folter, wobei der Russische Staat seine Beiträge 2019 einstellte.
2019 waren somit wieder drei Menschenrechtsorganisationen, in welchen Ponomarjow aktiv war, als „Ausländische Agenten“ registriert. «Für Menschenrechte» wurde von den Behörden aufgelöst; Ponomarjow wies darauf hin, dass ein Grund dafür gewesen sei, dass er Geld von der UNO bekommen hätte, also von einer Organisation, bei welcher Russland Mitglied sei.
Nach dem russischen Überfall auf die Ukraine am 24. Februar 2022 unterzeichneten den Antikriegsaufruf des russischen Bürgerrechtlers im Internet bis Freitag, 25. Februar 2022, 15.30 Uhr, gut 530.000 Menschen. Am 28. Februar erreichte die Zahl über eine Million. Lew Ponomarjow wurde ohne Angabe von Gründen am 28. Februar 2022 festgenommen. Im Frühjahr 2024 forderte Ponomarjow mehr schwere Waffen für die Ukraine, um eine Niederlage der Ukraine bei ihrer Verteidigung gegen Russland zu verhindern.
Heute (Stand: 2023) lebt Ponomarjow im Exil in Paris, wo er am Institut Andrei Sakharov arbeitet.
Lew Ponomarjow ist mit Vera Schabelnikowa verheiratet. Lew Ponomarjows Töchter aus erster Ehe Elena Liptser und Ksenia Kostromina sind bekannte Juristinnen.